# Departamento Administrativo Nacional de Estatística

Logo.

O Departamento Administrativo Nacional de Estatística - DANE (em castelhano:  Departamento Administrativo Nacional de Estadística) é uma entidade estatal colombiana responsável pela coleta de dados, análise e planejamento, vinculado ao Poder Executivo.